# José Antonio Valdivia
José Antonio Valdivia Prieto (Guadalajara; 12 de agosto de 1951) es un futbolista mexicano retirado que jugaba en la posición de portero. Jugó con el Club Deportivo Guadalajara y el Club Social y Deportivo Jalisco, participó en los Juegos Panamericanos de 1971 con la Selección de fútbol amateur de México.

## Trayectoria
Debutó en Primera División con el Guadalajara, el día 12 de octubre de 1969 en el Estado de La Bombonera, en un partido contra el Deportivo Toluca correspondiente a la temporada 1969-70. Su precipitado debut se dio ya que los porteros titulares Ignacio Calderón y Gilberto "Coco" Rodríguez se encontraban lastimados.
Repitió jugando contra el Atlas en la siguiente fecha del torneo, disputada el 18 de octubre de 1969. El marcador final de ese encuentro fue de 5-1 en favor del Guadalajara.

## Palmarés

### Títulos nacionales
| Título               | Equipo      | País   | Año     |
| -------------------- | ----------- | ------ | ------- |
| Primera División     | Guadalajara | México | 1969-70 |
| Copa México          | Guadalajara | México | 1969-70 |
| Campeón de Campeones | Guadalajara | México | 1969-70 |